# Черкијара (Терамо)
Черкијара (итал. Cerchiara) је насеље у Италији у округу Терамо, региону Абруцо.
Према процени из 2011. у насељу је живело 737 становника. Насеље се налази на надморској висини од 660 м.